# فيونا ماكغريغور
فيونا ماكغريغور (بالإنجليزية: Fiona McGregor)‏ (1965، سيدني في أستراليا)؛ روائية أسترالية.